# Rånäs
Rånäs är en tätort i Norrtälje kommun i Uppland mellan sjöarna Skedviken och Gavel-Långsjön. 

## Historia
23 oktober 1884 öppnades Länna–Norrtälje Järnväg mellan Uppsala och Norrtälje. Den drogs förbi Rånäs bruk och Rånäs slott, och drygt en kilometer norr om bruket och slottet byggdes Rånäs station som fick ett stationshus i sten. 1 januari 1967 lades persontrafiken ned på sträckan och 1 juli 1977 upphörde godstrafiken. 
Persontrafiken Uppsala-Knutby-Rånäs-Rimbo ersattes under 1960-talet med buss i SJ:s regi, som 1972 övertogs av SL-busslinje 648, vilken går än idag. Med denna linje kan man idag ta sig kollektivt från Rimbo till Rånäs och dess grannbyar.

### Befolkningsutveckling
| Befolkningsutvecklingen i Rånäs station/Rånäs 1980–2020                                   | Befolkningsutvecklingen i Rånäs station/Rånäs 1980–2020 | Befolkningsutvecklingen i Rånäs station/Rånäs 1980–2020 | Befolkningsutvecklingen i Rånäs station/Rånäs 1980–2020 | Befolkningsutvecklingen i Rånäs station/Rånäs 1980–2020 |
| ----------------------------------------------------------------------------------------- | ------------------------------------------------------- | ------------------------------------------------------- | ------------------------------------------------------- | ------------------------------------------------------- |
|                                                                                           |                                                         |                                                         |                                                         |                                                         |
| År                                                                                        |                                                         |                                                         | Folkmängd                                               | Areal (ha)                                              |
| 1960                                                                                      | 1960                                                    |                                                         | 156                                                     | ¤                                                       |
| 1980                                                                                      | 1980                                                    |                                                         | 269                                                     | 60                                                      |
| 1990                                                                                      | 1990                                                    |                                                         | 405                                                     | 58                                                      |
| 1995                                                                                      | 1995                                                    |                                                         | 450                                                     | 58                                                      |
| 2000                                                                                      | 2000                                                    |                                                         | 453                                                     | 58                                                      |
| 2005                                                                                      | 2005                                                    |                                                         | 449                                                     | 59                                                      |
| 2010                                                                                      | 2010                                                    |                                                         | 428                                                     | 55                                                      |
| 2015                                                                                      | 2015                                                    |                                                         | 428                                                     | 48                                                      |
| 2020                                                                                      | 2020                                                    |                                                         | 423                                                     | 49                                                      |
| Anm.: 1960 som Rånäs station; Ny tätort 1980 ¤ Som tätortsbebyggelse med 150-199 invånare |                                                         |                                                         |                                                         |                                                         |

## Idrott
Idrottsföreningen Rånäs 4H bildades 1956 och är en av Sveriges bästa friidrottsklubbar. Maria Akraka är en av många stjärnlöpare som har tävlat för klubben.
Rånäs IF bildades 1921 och bedriver än idag fotbollsverksamhet på Rånäs IP.

## Media
1956 spelades filmen Åsa-Nisse flyger i luften in, varav några scener vid Rånäs järnvägsstation, som fick gestalta Knohults järnvägsstation. Man kan dock se SRJ-märkningen på vagnarna i filmen, samt en del av ringen i bokstaven Å sticka upp bakom Knohultskylten.